# 福清核电站
福清核电站位于中国福建省福州市福清市三山镇前薛村岐尾山前沿。规划装机容量为6台百万千瓦级压水堆核电机组 ，1號機至4號機采用[中核集团]的CPR-1000反應爐，5號機和6號機使用中核集团的华龙一号(原称ACP-1000）反應爐。建设中的福清核电1、2号机组设备综合国产化率逾75%，3、4号机组设备综合国产化率达80%。CPR-1000反应堆是中国开发的先进压水堆设计，从在大亚湾核电站的阿海珐设计的压水堆的基础上。
福清核电项目6台机组全面建成投产后，年发电总量预计可达450亿千瓦时，總體發電量是臺灣龍門核能發電廠（核四）的2.42倍，达臺灣四座核電廠總發電量的83%。
投产后，东南沿海地区电力和能源运输的压力将大大降低，对拉动核电装备制造业、保障海峡西岸经济区能源供应，也将起到重要作用。6台机组全部建成后,年发电总量可达450亿千瓦时，从此,福建省三分之一的电力来自于清洁的核电，将进一步推动“绿色海西”建设。6台机组全部建成后，预计年产值170亿元,拉动当地GDP增长近4000亿元，增加近3万人就业，实现经济效益和社会效益双丰收。此外，作为清洁能源，核电在节能减排方面的表现十分抢眼。福清核电6台核电机组全部建成后，与同样装机容量的燃煤电厂相比，每年可减少标煤消耗约1500万吨，每年减排二氧化碳4000万吨，烟尘、二氧化硫、氮氧化物260万吨。一年减少排放的二氧化碳量，相当于26万公顷森林的二氧化碳吸收量。

## 历史
2008年11月21日，福清核电1号机组开始建设。2009年9月18日，2号机组开始建设。福清核电3号、4号机组分别于2010年12月31日、2012年11月17日开工建设。
2014年8月20日，福清核电1号机组首次并网成功；福清核电2号机组也已建设完毕，正在向调试阶段过渡；3、4号机组土建基本完成。
2014年11月，宣布5号和6号机组将采用华龙一号（更新的CPR-1000）设计，5号机组预计在2019年运行。
2015年5月7日，福清核电5号机组第一次浇注混凝土。
2017年5月25日，福清核电5号机组穹顶吊装成功，机组已全面进入设备安装阶段，是全球唯一按照计划进度建设的三代压水堆核电工程。
2017年6月13日，福清核电4号机组正式进入带核试运行阶段。
2017年7月29日18时9分，福建福清核电4号机组主控室大屏幕显示发电机带上初始负荷，4号机组首次并网发电成功，标志着福清核电一期工程全面建成并网发电。
2018年1月17日上午，由中国核动力研究设计院自主设计，中国第一重型机械股份有限公司承制，历时四年制造完成的华龙一号示范工程福清核电5号机组反应堆压力容器从大连港海运至福清核电大件码头开始吊装作业，预计月底前安装就位。
2019年4月27日，福清核电5号机组由安装阶段进入全面调试阶段。
2020年9月4日下午，国家核安全局向福建福清核电有限公司颁发福清核电5号机组运行许可证。当天15时30分，华龙一号全球首堆福清核电5号机组首炉燃料装载正式开始。
2020年11月27日0时41分，福清核电5号机组首次并网發電成功，這標誌著华龙一号全球首堆并网發電成功。
2022年1月1日，福清核電站6號機組並網。3月25日下午，福清核電站6號機組全面建成投運。

## 反应堆数据
| 机组       | 型号     | 净功率 | 毛功率 | 热功率 | 始建       | 初次临界   | 并网       | 商转       | 注记                |
| ---------- | -------- | ------ | ------ | ------ | ---------- | ---------- | ---------- | ---------- | ------------------- |
| 第一期工程 |          |        |        |        |            |            |            |            |                     |
| 福清 1号   | CPR-1000 | 1000MW | 1089MW | 2905MW | 2008-11-21 | 2014-07-24 | 2014-08-20 | 2014-11-22 | [ 3 ] [ 19 ]        |
| 福清 2号   | CPR-1000 | 1000MW | 1089MW | 2905MW | 2009-6-18  | 2015-07-22 | 2015-08-06 | 2015-10-16 | [ 20 ] [ 21 ]       |
| 第二期工程 |          |        |        |        |            |            |            |            |                     |
| 福清 3号   | CPR-1000 | 1000MW | 1089MW | 2905MW | 2010-12-31 | 2016-07-03 | 2016-09-07 | 2016-10-24 | [ 22 ] [ 23 ]       |
| 福清 4号   | CPR-1000 | 1000MW | 1089MW | 2905MW | 2012-11-17 | 2017-07-16 | 2017-07-29 | 2017-09-17 | [ 1 ] [ 24 ] [ 13 ] |
| 福清 5号   | HPR-1000 | 1000MW | 1150MW | 3060MW | 2015-05-07 | 2020-10-21 | 2020-11-27 | 2021-01-30 | [ 25 ] [ 13 ]       |
| 福清 6号   | HPR-1000 | 1000MW | 1150MW | 3060MW | 2015-12-22 | 2021-12-13 | 2022-1-1   | 2022-3-25  | [ 26 ] [ 18 ]       |